# Нильссон, Август
Август Нильссон (швед. August Nilsson; 15 октября 1872, Йёнчепинг — 23 мая 1921, Стокгольм) — шведский легкоатлет и перетягиватель каната, чемпион летних Олимпийских игр 1900.
В легкоатлетических соревнованиях на Играх Нильссон занял девятое место в толкании ядра и последнее восьмое место в прыжке с шестом. В перетягивании каната его команда заняла первое место, обыграв в единственной встрече французов.